# Mu (Philosophie)

Das Kanji 無 in Kursivschrift (eine Animation der Strichreihenfolge findet sich hier)

Mu (japanisch 無) oder wú (chinesisch 無 oder 无) ist ein Wort, das man im Deutschen ungefähr mit nicht(s) oder ohne übersetzen kann. Es wird typischerweise als Präfix verwendet, um die Abwesenheit von etwas anzuzeigen (z. B. jap. 無線 musen oder chin. 無線 / 无线 Pinyin wúxiàn, „drahtlos“). Jedoch gibt es das Wort Mu auch für sich allein genommen.

## Sprachgeschichtliches
Das Zeichen Mu, das unter anderem einen der Schlüsselbegriffe der buddhistischen, besonders der Zen-Schule, darstellt, nämlich die Leere, wird in modernem Hochchinesisch als wu gesprochen, japanisch mu. Die frühchinesische Aussprache war etwa myag. Damals stand es für „viele (40) Leute im Wald“.
In der frühesten bisher bekannten Form (ca. 1100 v. u. Z.) mit der heutigen Bedeutung stellt ein solches Zeichen jedoch eine tanzende Figur, der lange Quasten aus den Ärmeln hängen, dar, mithin schamanischen Tanz. Es setzt sich in der heute geschriebenen Form aus Komponenten für ein kinematisch unbestimmtes Objekt über Feuer zusammen, mit denen es ursprünglich nichts zu tun hatte. Erst in späterer Zeit wurden zwei gleichlautende Worte für dieses Zeichen übernommen, wobei jedoch die zugrundeliegende philosophische Bedeutung erhalten blieb.

## „Mu“ in Kōans
Mu ist eine berühmte Antwort in Kōans und anderen Fragen des Zen-Buddhismus und verweist den Fragenden auf die Natur seines eigenen Geistes, dem die Frage entsprungen ist. Eines der Schlüsselkōans des Zen ist das selbst so genannte Kōan Mu (Hat ein Hund Buddhanatur?) von Meister Zhàozhōu Cōngshěn (japanisch Jōshū Jūshin), es lautet:
| japanisch | Jōshū | Oshō     | chinami ni   | so          | to    | kushi | ni                  | kaette     | Busshō      | ari ya | matta | inai ya?   | Jōshū | iwaku     | „Mu“.                          |
| wörtlich  | Jōshū | Priester | zu ihm kommt | (ein) Mönch | fragt | Hund  | dem / einem (Dativ) | vielleicht | Buddhanatur | hat?   | oder  | nicht hat? | Jōshū | antwortet | „Mu“ (Nichts / da ist nichts). |

Zu Priester Jōshū kam ein Mönch und fragte ihn: „Hat ein Hund Buddhanatur oder nicht?“ Jōshū antwortete: „Mu (Nichts / Da ist nichts).“
Die Antwort „Mu“ stellt gewissermaßen zugleich eine Antwort und eine Nicht-Antwort dar. Eine simple Interpretationsmöglichkeit von „Mu“ als Antwort wäre: „Diese Frage entspringt einem dualistischen Geist, ergibt in Wirklichkeit keinen Sinn (bzw. ist somit falsch gestellt) und kann daher sinnvollerweise nicht mit ja oder nein beantwortet werden“, oder etwa: „Aus unendlich vielen Standpunkten könnte man eine These einleiten, um deine Frage zu beantworten, alle Möglichkeiten schließen sich nicht aus, entspringen also letztlich mehr der Phantasie und bringen dich nicht weiter; ferner verblenden dich“.
Douglas R. Hofstadter geht in seinem berühmten Buch Gödel, Escher, Bach auf das Wort Mu als Antwort in Zen-Koans ein und hat damit zu seiner Verbreitung in der westlichen Welt beigetragen.

## „Wu“ als Leere des Geistes
Wú (chin. 無 / 无) ist außerdem ein Begriff, der in der chinesischen Philosophie und im Wushu (chin. 武術 / 武术 wǔshù, „Kampfkunst“) für die Leere des Geistes benutzt wird. Dabei ist die Silbe Wǔ (武) im Wort Wushu selbst nicht mit dem hier behandelten Wú (無) identisch, sondern scheinen lediglich auf den ersten Blick homophon zu sein, wenn man die in einer Tonsprache, wie dem Chinesischen, wichtigen diakritischen Zeichen außer Acht lässt. Bei Wú (無 / 无, das Nichts, die Leere) liegt die Betonung des Vokals im zweiten Pinyinton, hingegen liegt die Betonung des Vokals bei Wǔ (武, die Kampf- bzw. Kriegskunst) im dritten Pinyinton, was für den Kenner der Sprache ein Unterschied beim Hören im Ton festzustellen ist.
Im Wǔshù (chin. 武術 / 武术) wird versucht, den Zustand Wú (chin. 無 / 无)  sowohl im Training als auch im Kampf zu erreichen. Um dies zu schaffen, wird versucht, den Geist sowohl von Gedanken als auch von Gefühlen zu leeren. Ist der Geist beim Lernen gefüllt von Gedanken, so kann er nichts weiter aufnehmen, ist er im Kampf gefüllt mit Gedanken oder Emotionen, so kann man nicht im Sinne von Wuwei (chin. 無為 / 无为) handeln.

## Galerie

無 in verschiedenen chinesischen Schriftformen
Bronzeinschrift
Größere Siegelschrift
Kleinere Siegelschrift